# Shronebirrane

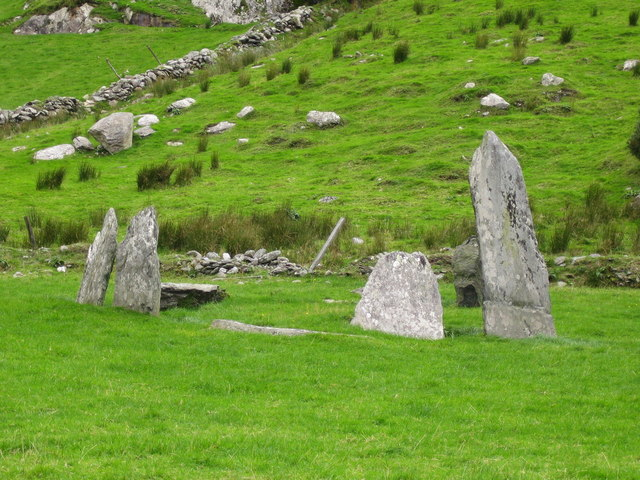
Der Steinkreis Shronebirrane

Shronebirrane ist ein Steinkreis der Cork-Kerry-Serie vom Typ Recumbent Stone Circle (RSC), wie er im Südwesten Irlands vereinzelt und in Schottland häufig vorkommt. Er liegt am Ende einer schmalen Straße bei Lauragh im Drimminboy Valley im County Kerry in Irland.
Ursprünglich gab es 13 Steine im Steinkreis, aber heutzutage fehlen vier und zwei sind umgefallen. Einer der Steine im Nordosten erreicht eine Höhe von etwa 2,6 m. Der „liegende Stein“ im Südwesten ist 2,1 m lang und 0,7 m hoch.
Die irischen RSC-Steinkreise sind wesentlich kleiner als die schottischen. Sie entstanden etwa um 1800 v. Chr.
In der Nähe liegen die Steinkreise von Cashelkeelty.